# Mense Maio

Wappen Pauls VI.

Mense Maio (lateinisch Mense Maio instante = Beim Nahen des Monats Mai) ist der Titel der zweiten Enzyklika von Papst Paul VI. Sie wurde am 29. April 1965 veröffentlicht und trägt den Untertitel „Enzyklika des Papstes Paul VI. über Gebete im Monat Mai zur Erhaltung des Friedens“. Anlass war der 50. Jahrestag der ersten Marien-Erscheinung in Fátima am 13. Mai 1917.

## Kernaussage der Enzyklika
Papst Paul geht dabei auf die Tradition der Marienverehrung im Mai ein und gibt diesen Gebeten ein neues Thema: Beten zur Erhaltung des Friedens. Sie wird auch als „Marianische Enzyklika“ tituliert, mit ihr wird die Reihe der „Marianischen Enzykliken“ fortgesetzt und in ihr gipfelt die Marienverehrung in eine festgelegte Gebetsform, deren Inhalt auch der Rosenkranz ist.

### Die Maiandacht
Als schönster Monat des Jahres sollte der Mai der „schönsten aller Frauen“ geweiht sein. Maialtäre und Maiandachten entstammen einer barocken Frömmigkeitstradition. Maiandachten werden zum Teil noch immer privat gepflegt: Vor einem mit frischen Blumen reich geschmückten Marienbild trifft sich die Familie, singt Marienlieder, spricht Gebete zur Muttergottes oder betet den Rosenkranz als marianische Christusmeditation. Auch in Kirchen finden Marienandachten statt – manchmal in Verbindung mit dem sakramentalen Segen. In Bauerschaften treffen sich Nachbarn an Kapellen und Bildstöcken, um Maiandachten zu feiern. Papst Paul VI. empfahl in seiner Enzyklika die Verehrung Mariens im Monat Mai. Er bezeichnete es als
 eine teure Gewohnheit Unserer Vorgänger, diesen Marienmonat zu wählen, um das christliche Volk zu öffentlichem Gebet einzuladen, sooft die Nöte der Kirche oder eine drohende Weltgefahr dies verlangten.

### Der Marienmonat Mai
Papst Paul Vl. sagt dazu in seiner Enzyklika:
Zu Beginn des Monats Mai, den die Christgläubigen der Gottesmutter Maria seit langem zu weihen pflegen, jubelt unser Herz voll Freude im Gedanken an das bewegende Schauspiel von Glaube und Liebe, das sich bald zur Ehre der Himmelskönigin in der ganzen Welt darbieten wird. Es ist der Monat, in dem in den Kirchen und in der häuslichen Geborgenheit aus dem Herzen der Christen Lobgebet und Verehrung zur jungfräulichen Gottesgebärerin eifriger und inniger emporsteigen; es ist auch der Monat, in dem vom Thron unserer Mutter in Überfülle die Gaben der göttlichen Barmherzigkeit auf uns herabzuströmen pflegen.
Und ein wenig später sagt der Papst:
Maria wird mit Recht der Weg genannt, der uns zu Christus führt, jede Begegnung mit ihr wird zugleich zu einer Begegnung mit Christus.